# Linguamyrmex
Linguamyrmex (лат.) — ископаемый род муравьёв из подсемейства Haidomyrmecinae. Три вида обнаружены в бирманском янтаре мелового периода (штат Качин, около Мьичина, север Мьянмы, юго-восточная Азия), возрастом около 100 млн лет (меловой период).

## Описание
Длина тела самок от 5 мм (Linguamyrmex vladi) до 7 мм (Linguamyrmex brevicornis), рабочие около 4 мм. Усики 12-члениковые. Нижнечелюстные щупики 5-члениковые, нижнегубные щупики состоят из 3 сегментов. Обладали уникальным среди всех муравьёв строением мандибул и клипеуса. Их челюсти были L-образно изогнуты вверх (имели 2 апикальных зубца) и могли двигаться в вертикальной плоскости. Обладали длинным лопатовидным выростом на голове (между местами прикрепления усиков). Этот рогоподобный вырост отходит от клипеуса (наличника), направлен вперёд и вверх, возвышается над головой. На вентральной поверхности наличника расположена пара специализированных триггерных щетинок. Ноги и усики длинные. От близких родов отличается более короткими клипеальный рогом и отчетливо изогнутыми апикальными частями мандибул, не достигающими вершины головы; зубчики в виде колышков отсутствует; 1 пара триггерных щетинок, расположенных на вентральной поверхности апикальной сетозной части клипеуса; лобный треугольник, соединяется с рогом кутикулярной мембраной; между абдоминальными сегментами AIII и AIV глубокая перетяжка.

## Систематика и этимология
Род Linguamyrmex был впервые описан в 2017 году американскими мирмекологами Филлипом Барденом (Phillip Barden) и Дэвидом Гримальди (David A. Grimaldi) по типовому виду Linguamyrmex vladi, обнаруженному в меловом бирманском янтаре.
В 2019 году описали второй вид (Linguamyrmex rhinocerus), а третий вид (Linguamyrmex brevicornis) был описан в 2020 году. 
Близок к родам Haidomyrmex, Haidomyrmodes, Ceratomyrmex и Haidoterminus из подсемейства Haidomyrmecinae.
- † Linguamyrmex brevicornis Perrichot et al., 2020[3]
- † Linguamyrmex rhinocerus Miao & Wang, 2019[5]
- † Linguamyrmex vladi Barden & Grimaldi, 2017[1]